# Ladislav Német
Ladislav Nemet SVD (serbi ciríl·lic: Ладислав Немет, hongarès: Német László ; nascut el 7 de setembre de 1956) és un prelat ètnic hongarès nascut a Sèrbia que ha treballat a Sèrbia des de novembre com arquebisbe de Belgrad des de novembre de 2022, i abans com a bisbe de Zrenjanin  del 2008 al 2022. És membre dels Missioners del Verb Diví (Verbites). Va ser nomenat cardenal el 7 de desembre de 2024 pel papa Francesc.
Abans de convertir-se en bisbe es va educar i va ocupar càrrecs a diversos països, va estudiar a Polònia i Roma, va treballar com a missioner i pastor a les Filipines, va ensenyar i col·laborar en els esforços diplomàtics del Vaticà a Àustria, va fer treball pastoral i ensenyant a Croàcia i després assumint diversos encàrrecs a Hongria. Ha atribuït el seu pas a països catòlics com Polònia i Filipines com l'enfortiment del seu treball en les seves assignacions episcopals on forma part d'una minoria religiosa. Des del 2016 és el president de la Conferència Episcopal Internacional dels Sants Ciril i Metodi.

## Biografia

### Primers anys i carrera
Ladislav Nemet va néixer el 7 de setembre de 1956 a Odžaci, aleshores a la República Popular de Sèrbia, Iugoslàvia, en el si d'una família d'ètnia hongaresa, un grup important de la província multiètnica de Vojvodina; Nemet es refereix a si mateix com a hongarès. Els seus models a seguir van ser un sacerdot local i un oncle que era secretament Verbite a Hongria sota els comunistes, que van recomanar l'orde com un camí cap a una experiència més àmplia, dient a Nemet que "una diòcesi és massa petita per a tu".
Va assistir a l'escola secundària Gymnasium Paulinum de Subotica de 1971 a 1976. Es va unir a la Societat de la Paraula Divina, va completar els seus estudis de filosofia i teologia a Pieniezno, Polònia, i allí va fer els seus vots perpetus el 8 de setembre de 1982. va rebre el seu màster a la Universitat Catòlica de Lublin el 7 d'abril 1983. Va ser ordenat sacerdot a Odžaci el 17 d'abril de 1983.Va passar els seus dos primers anys com a sacerdot fent feina pastoral a Croàcia.
Va estudiar a la Pontifícia Universitat Gregoriana de Roma del 1985 al 1987. Mentre hi va treballar en una parròquia de Fiumicino i es va emocionar de viure una parròquia de joves amb una edat mitjana de 35 anys i amb molts grups comunitaris actius d'un tipus desconegut a Iugoslàvia. Va treballar com a missioner a les Filipines i capellà a la Universitat de San Carlos a Cebu des de 1987 fins a 1990, Més tard va dir que va aprendre com l'escassetat de sacerdots significava que "els laics ho fan molt més per a l'església que per a les estructures oficials", quelcom "incomprensible" per als europeus que estan "enfocats al bisbe i al sacerdot".
Va tornar a Roma i va obtenir un doctorat en teologia dogmàtica per la Gregoriana el 1994. Va passar els deu anys següents a Àustria. Va ensenyar teologia dogmàtica al Col·legi Filosòfico-Teològic de Sant Gabriel i va ser prefecte dels estudiants de teologia. De 1994 a 2003 també va donar suport als esforços pastorals i va ser capellà a Maria Enzersdorf a Mödling. Va treballar per a la Missió de la Santa Seu a Viena a la seva representació davant les Nacions Unides i les agències especialitzades del 2000 al 2004 i alhora va ensenyar com a professor de la facultat jesuïta de teologia a Zagreb.
Va ser provincial de la província hongaresa dels Verbites des de febrer de 2004 fins a maig de 2007. Durant aquest temps va tractar amb èxit els problemes de salut, incloent "trombosi venosa profunda i malaltia pulmonar". El juliol de 2006 va esdevenir Secretari General de la Conferència Episcopal Catòlica Hongaresa (HCBC) i va ensenyar missiologia al Col·legi Sapientia de Teologia per a Ordres Religioses a Budapest. Com a secretari de l'HCBC, va defensar la descripció del seu predecessor de la repressió del govern hongarès dels manifestants commemorant l'aniversari de la revolució hongaresa de 1956 a la tardor de 2006 com a "terror policial i nihilisme". Va dir que recordava el que va presenciar com a estudiant a Polònia, quan el govern de Jaruzelski va aixafar Solidaritat i va declarar l'estat d'emergència. Va dir que tem que la ideologia neoliberal de l'economia de mercat "ara comença a amenaçar el nostre país". Durant els seus anys a Hongria, va treballar com a pastor i va celebrar la missa en llengua croata per als membres de la diàspora balcànica. A més de l'hongarès i el serbi, parla anglès, alemany, polonès, italià i croat.

### Bisbe
El 23 d'abril de 2008, el papa Benet XVI el va nomenar bisbe de Zrenjanin a Sèrbia. Va rebre la seva consagració episcopal el 5 de juliol de 2008 del cardenal Péter Erdő, arquebisbe de Budapest, amb l'arquebisbe Juliusz Janusz, nunci apostòlic a Hongria, i el bisbe László Huzsvár, el seu predecessor a Zrenjanin, com a co-consagradors. El servei es realitzava principalment en hongarès; les altres llengües utilitzades eren el búlgar, el croat, l'alemany i el llatí. Tot i que això significava tornar a la regió del seu naixement a Sèrbia, va dir que no se sentia cap afecció amb ella després de 33 anys fora i que podia treballar feliçment a qualsevol lloc.
La diòcesi de Nemet tenia un envelliment de la població que també anava disminuint a causa de l'emigració. Va organitzar els catòlics dispersos en un nombre reduït de parròquies amb consells parroquials electes. L'any 2017 comptaven amb 24 sacerdots que oferien missa en 72 llocs. Tot i així, les confirmacions van baixar de 320 el 2009 a 230 el 2017, quan la proporció de batejos a funerals va arribar a ser de 9 a 14. Nemet es va centrar a multiplicar les activitats parroquials, garantir que s'incloguessin les petites comunitats i fer de la interacció personal una prioritat. Va dir: "Crec que és important que la gent senti que no està vivint la seva vida a l'esquena de Déu". La seva valoració després de gairebé deu anys va ser que la cooperació entre el clergat i els laics es va mantenir feble, alguns clergues van continuar amb els "patrons feudals" i els laics, encara "gairebé invisibles", necessitaven reforçar el seu paper. També va organitzar un sínode diocesà entre el 2017 i el 2021, molt abans que el papa Francesc —va assenyalar més tard Nemet— emprengués el seu programa de sínodes a tota l'Església.
L'abril de 2011, va ser elegit per a un mandat de cinc anys com a secretari general de la Conferència Episcopal Internacional dels Sants Ciril i Metodi (CEICEM), que comprèn Kosovo, Macedònia del Nord, Montenegro i Sèrbia. En aquesta qualitat va participar en el seu primer sínode vaticà, el Sínode sobre la Nova Evangelització, l'octubre de 2012, on va ser escollit relator del grup de treball en llengua alemanya.
Va representar el CEICEM al segon any del Sínode dels Bisbes sobre la Família l'octubre de 2015.
Va ser elegit per a un mandat de cinc anys com a president del CEICEM el 2016 i reelegit el 2021.
El desembre de 2018, Nemet va emetre una carta sobre parelles que vivien en "relacions no regulades", és a dir, sense el benefici del matrimoni sacramental. Després d'explicar els orígens del matrimoni i el seu paper en la maternitat i l'ensenyament de la fe, ha afirmat l'amor de Déu a les famílies "en qualsevol situació ferida". Va continuar: "També hi ha els nostres semblants que no consideren important el matrimoni sacramental, però que conviuen i conviuen en família en un sentit social. Els demanem que intentin descobrir la grandesa i la bellesa del matrimoni sacramental, amb tota la seva alegria, i viure aquesta oportunitat de l'amor de Déu". Tenint en compte els divorciats i tornats a casar, les vides dels quals estan "marcades per ferides, fractures i el compromís valent per un nou començament", ha citat Amoris laetitia del papa Francesc : "La gràcia de Déu està actuant en les seves vides, donant-los el coratge de fer el bé, cuidar-se els uns als altres amb amor i estar al servei de la comunitat en què viuen i treballen". Va concloure instant a aquestes parelles a tenir el coratge de consultar un pastor sobre l'accés a la Comunió, permesa en "casos especials, en condicions estrictes".
Durant tot l'hivern de 2019/20 va buscar atenció mèdica per ajudar amb "burnout i depressió". Va dir que l'experiència el va deixar menys centrat en el perfeccionisme i més franc en la conversa, per a la sorpresa dels seus sacerdots.
Va ser elegit per a un mandat de cinc anys com un dels dos vicepresidents del Consell de les Conferències Episcopals d'Europa (CCEE) el 25 de setembre de 2021. Va dir que el "gran repte" del CCEE era "donar Europa". una nova espiritualitat, una nova ànima".

### Arquebisbe i cardenal
El 5 de novembre de 2022, el papa Francesc el va nomenar arquebisbe de Belgrad . Hi va ser instal·lat el 10 de desembre. A més dels prelats catòlics de diversos països d'Europa de l'Est, hi va assistir el cap de l'Església Ortodoxa Sèrbia, el patriarca Porfirije . Va continuar com a administrador apostòlic de Zrenjanin fins a la instal·lació del seu successor.
Nemet va descriure la importància del seu nomenament pel que fa a la història política i ètnica de Belgrad, ja que "després de 104 anys en aquest edifici on resideix l'arquebisbe de Belgrad, que abans era l'ambaixada de l'Imperi Austrohongarès, un hongarès tornarà a viure". Quan va prendre el seu càrrec a Belgrad, va avaluar els problemes ètnico-religiosos als quals s'enfrontava. Va rebutjar la disputa de llarga data entre l'Església catòlica a Croàcia i l'Església ortodoxa a Sèrbia com "el seu problema, no el nostre problema". Va dir que el catolicisme serbi, compost per un 70% de parlants hongaresos i un 30% d'eslaus de moltes nacions, necessitava afirmar la seva pròpia identitat i descobrir el seu potencial. Va assenyalar que els joves serbis parlaven serbi i trobaven alienant la confiança en textos litúrgics en croat o hongarès.
Avaluant un sínode paneuropeu organitzat pel CCEE el febrer de 2023, va elogiar els alemanys per la seva tradició teològica i el treball de missió internacional, declinant criticar el seu enfocament de la sinodalitat. Va assenyalar que les seves preocupacions eren àmpliament compartides, encara que s'expressessin de manera diferent, per altres sínodes nacionals, inclosos els d'Europa de l'Est, que subratllaven "la tensió entre la pastoral i l'ensenyament" pel que fa a la condició de la dona a l'Església i les exclusions per motius d'orientació sexual. Va dir: "Hem de veure la persona que pateix darrere de cada camí de la vida i el patiment que nosaltres mateixos causem a les persones quan odiem". Preguntat específicament sobre el col·lectiu LGTB, ha dit: "No entenc què perdem si finalment comencem a experimentar sense por l'amor infinit i desbordant, inimaginable de Déu per cada persona". Va afegir que la teoria de gènere "es basa en resultats científics reals", és "ara un fet mèdic generalment acceptat que no totes les persones neixen homes o dones", que algunes experimenten "estats emocionals o hormonals que difereixen de la realitat fisiològica que caracteritza". dones i homes", i que "aquestes persones són fills de Déu com tu o jo".
Com a president del CEICEM va participar com a delegat al Sínode dels Bisbes sobre la sinodalitat el 2023 i el 2024.
Va valorar amb entusiasme el treball del Sínode per incloure homes i dones laics, i va citar les seves lliçons de diàleg i escolta, per demostrar la necessitat de transparència i rendició de comptes per part dels bisbes. Va interpretar que el seu treball sobre el paper de la dona a l'Església concreta com la descentralització permetrà que "cada església local vegi la seva situació, la seva cultura i les seves necessitats, on es pugui donar més a les dones", fins i tot com "diferents formes de expressió" es regeixen per Roma, que assegura "el principi d'unitat. Va citar el diaconat permanent i les "benediccions per a les parelles en relacions homosexuals" com a models, implementats en diferents graus a tot el món catòlic.
El 6 d'octubre de 2024, el papa Francesc va anunciar que tenia previst fer de Nemet cardenal el 8 de desembre, una data que després es va canviar al 7 de desembre. És la primera persona de Sèrbia a ser nomenat al Col·legi de Cardenals. Va dir que pensava que el papa Francesc l'escollia pel seu compromís amb el procés sinodal, i va assenyalar que havia celebrat un sínode diocesà a Zrenjanin "abans del Covid... fins i tot abans que el Papa comencés la renovació sinodal de l'església universal." També va reconèixer que hi hauria reaccions polítiques al seu nomenament a la premsa sèrbia i croata, tant favorables com crítiques. Altres van intentar llegir l'elecció de Nemet com a part d'una estratègia del Vaticà respecte a la molt controvertida qüestió de canonitzar Alojzije Stepinac, arquebisbe de Zagreb de 1937 a 1960. Nemet va respondre que reaccions nacionalistes similars en tant Croàcia com Sèrbia "no corresponien en absolut a la consciència catòlica", que Francesc pretenia simplement enfortir l'Església a Sèrbia.
El 7 de desembre de 2024, el papa Francesc el va nomenar cardenal, assignant-li com a membre de l'ordre dels cardenals preveres, amb el títol de Santa Maria Stella Maris a Lido di Ostia (Roma) .
L'11 de gener de 2025 va ser nomenat membre del Dicasteri per a la Promoció de la Unitat dels Cristians.